# 久留幸子
久留 幸子（くる さちこ、1943年 - 2021年）は、日本の写真家。雑誌、広告、レコードジャケット、国内外の芸能人の写真撮影などで活躍した。

## 人物・主な仕事
日本写真映像専門学校卒業後、岩宮武二写真事務所勤務を経てフリーランスとして活躍し、日本写真家協会会員、日本広告写真家協会会員となる。夫はアートディレクターの高岡一弥。
1979年の資生堂 "ナツコ" (モデル：小野みゆき) をはじめ数多のポスターの撮影や、五輪真弓、戸川純、原田知世など多くの歌手のレコードジャケットの撮影、ファッション雑誌のグラビア、週刊朝日、アサヒカメラ等の表紙を飾るポートレートの撮影、大林組の広報誌「季刊大林」のグラビア撮影など幅広く活躍した。
『Professional Photographer 200人展』『126 POLAROID展』など多くの写真展にも作品が出展されている。その他ライフワークとして、ラダックの人々と自然の風景写真の撮影に取り組んだ。

## 影響を与えた人物
富田眞光は若い頃、麻布スタジオで2年程スタッフとして働くうちの1年半ほどは久留の仕事を担当しており、その後久留のアシスタントとなった。
所幸則は、久留が手掛ける表現方法と、物語を語りかけるような写真の魅力に深い興味を持ったことがきっかけとなり、久留の夫でビジネスパートナーでもある高岡一弥のゼミに通ったことがある。
瀬尾浩司は、ADC名鑑に掲載されていた久留の写真に感銘を受け、久留に会うため1992年に上京し、「荷物持ちでもなんでもします」と押しかけて大学に通いながら事務所で働き始めたという。

## 作品

### レコードジャケット
- 五輪真弓 - アルバム『岐路(みち)』『恋人よ』『マリオネット』『潮騒』『風の詩』、シングル「リバイバル」「真夜中のラブソング」
- 亀井登志夫 - アルバム『BODY』
- 河合その子 - アルバム『Rouge et Bleu』
- 越美晴 - アルバム『PARALLELISME』『BOY SOPRANO』
- 小林明子 - アルバム『FALL IN LOVE』
- 坂本龍一 - アルバム『NEO GEO』
- 沢田研二 - アルバム『REALLY LOVE YA!!』
- チェッカーズ - シングル「Jim&Janeの伝説」、アルバム『SCREW』
- 戸川純 - アルバム『玉姫様』
- 中山ラビ - シングル「MUZAN」
- 原田知世 - アルバム『PAVANE』『Soshite』『Schmatz』、シングル「彼と彼女のソネット」「逢えるかもしれない」
- 南沙織 - シングル「春の予感 -I've been mellow-」
- 南佳孝 - アルバム『LAST PICTURE SHOW』
- 渡辺真知子 - シングル「唇よ、熱く君を語れ」

### 著作・写真集
- 千年 久留幸子写真集（毎日新聞出版）ISBN 978-4-620-80148-3
- カラー花の寺 京都（文：岡部伊都子）（淡交社、1978年）ISBN 978-4-473-00313-3
- カラー花の寺 奈良（文：岡部伊都子）（淡交社、1978年）ISBN 978-4-473-00314-0
- 今日、風が吹いて / 沖縄の家族（江成常夫との共作）（北斗企画、1979年）
- あつあつ 浅野温子写真集（小学館、1988年）ISBN 978-4-09-363275-1
- 野菜から見た肉 久留幸子写真集（パルコ出版、1992年）ISBN 978-4-89194-174-1
- Moi-cree キャシー・チャウ写真集 （ワニブックス、1997年）ISBN 978-4-8470-2469-6
- きんぎょ（アートディレクション：高岡一弥）（ピエ・ブックス、2003年）ISBN 978-4-89444-246-7
- ニワトリ（アートディレクション：高岡一弥）（ピエ・ブックス、2004年）ISBN 978-4-89444-389-1
- 日本の犬（アートディレクション：高岡一弥）（ピエ・ブックス、2005年）ISBN 978-4-89444-493-5
- B'z8808（朝日新聞出版、2008年）ISBN 978-4-02-258689-6
- The Best Park Yong Ha パク・ヨンハ写真集 （朝日新聞出版、2010年）ISBN 978-4-02-258693-3
- きんぎょ 新装版（高岡一弥：アートディレクション）（パイインターナショナル、2011年）ISBN 978-4-7562-4128-3